# Ras (fascism)
För andra betydelser, se ras (olika betydelser).
Ras är i Etiopien en furstetitel som kom att i överförd betydelse användas av lokala ledare i de paramilitära rörelserna hos de italienska fascisterna som utgjorde squadrismo.